# Я́
Я́ (minúscula Я́ я́; cursiva: Я́ я́) es una letra utilizada en algunas lenguas eslavas orientales. Indica una Ya acentuada para dar entonación a la sílaba donde se indica la vocal. Por ejemplo, en ruso, puede ser utilizada en la palabra стоя́щий, que significa "de pie". Sin embargo, en ruso, el acento agudo es utilizado normalmente sólo en diccionarios o en libros infantiles.